# Шух, Альбрехт
Альбрехт Шух (нем. Albrecht Schuch; 21 августа 1985, Йена, ГДР) — немецкий актёр театра, кино и телевидения.

## Биография
Сын врача. C 2006 по 2010 год учился актёрскому мастерству в Лейпцигской высшей школе музыки и театра. С 2010 года — постоянным участник коллектива Театра им. Максима Горького в Берлине.
С конца 2000-х годов снялся более чем в 30 кино- и телефильмах и телепрограммах.
В 2023 году был номинирован на премию Британской киноакадемии за роль второго плана в фильме «На Западном фронте без перемен».

## Избранная фильмография
- 2008: Lila, Lila
- 2009: Телефон полиции — 110: Schatten
- 2009: Bei uns um die Ecke
- 2009: Tatort: Falsches Leben
- 2010: Neue Vahr Süd
- 2010: Der Alte — Folge 345: Ende der Schonzeit
- 2010: Zwillinge
- 2011: Westwind
- 2012: Измеряя мир — Александр фон Гумбольдт
- 2013: Tatort: Allmächtig
- 2014: Die Fahnderin
- 2015: Место преступления: Schwerelos
- 2016: Die Pfeiler der Macht
- 2016: Die Täter — Heute ist nicht alle Tage
- 2016: Paula
- 2018: Atlas
- 2017: Verräter — Tod am Meer
- 2018—2020: Bad Banks
- 2018: Gladbeck
- 2018: Kruso
- 2018: Der Polizist und das Mädchen
- 2019: Разрушительница системы — Миха Хеллер
- 2020: Berlin Alexanderplatz
- 2021: Fabian oder Der Gang vor die Hunde
- 2021: Schachnovelle
- 2021: Lieber Thomas
- 2022: На Западном фронте без перемен — Станислаус Катчинский «Кат»
- 2022: Die stillen Trabanten
- 2023: 15 Jahre

## Награды
- Немецкая кинопремия Deutscher Schauspielpreis 2018
- Премия немецкой телеакадемии Deutsche Akademie für Fernsehen 2018
- Немецкая телевизионная премия Deutscher Fernsehpreis 2019
- Премия «Золотая камера» Goldene Kamera 2019
- Немецкая кинопремия Deutscher Filmpreis 2020
- Международная актерская премия Кёльнского кинофестиваля 2021
- Баварская кинопремия 2022
- Премия немецкого кино Deutscher Filmpreis 2022
- Премия немецкого кино Deutscher Filmpreis 2023